# Mieczysław Mąkosza
Mieczysław Mąkosza (Baranovitsji, 16 november 1934) is een Pools scheikundige, gespecialiseerd in de organische synthese en de studie van reactiemechanismen.

## Biografie
Mąkosza werd geboren in Baranovitsji, een stad in het zuidwesten van Wit-Rusland. In 1956 studeerde hij af aan de toenmalige Universiteit van Leningrad (tegenwoordig Sint-Petersburg) en in 1963 verkreeg hij zijn doctorstitel aan de Technische Universiteit Warschau. In 1976 werd Mąkosza aangesteld tot hoogleraar aan die laatste universiteit.
Sedert 1979 is hij werkzaam als hoogleraar aan het Instituut voor Organische Chemie van de Poolse Academie van Wetenschappen. Mieczysław Mąkosza was tevens gedurende 25 jaar (juli 1979 tot juli 2004) directeur van die instelling.
Hij is lid van de Europese Academie voor Wetenschappen en de Deutsche Akademie der Wissenschaften Leopoldina.

## Werk
Mieczysław Mąkosza verricht onderzoek naar fasetransferreacties. De Makosza-reactie, waarbij carbenen als reactieve intermediairen voorkomen, werd naar hem genoemd.
Verder is hij bekend van zijn onderzoek naar de nucleofiele aromatische substitutie. Samen met Jerzy Winiarski ontdekte hij de plaatsvervangende nucleofiele substitutie, waarbij een waterstofatoom op de aromatische ring wordt vervangen en geen substituent, zoals bij de meeste andere soorten nucleofiele substituties.
Mąkosza is auteur en co-auteur van meer dan 300 wetenschappelijke publicaties en houder van een 70-tal patenten.

## Prijzen en onderscheidingen
Voor zijn wetenschappelijk werk kreeg Mąkosza al talrijke prijzen en onderscheidingen. Hij is in het verleden ook al een aantal keer genomineerd voor de Nobelprijs voor de Scheikunde. Mąkosza ontving een 3-tal eredoctoraten:
- Purdue-universiteit (1989)
- Technische Universiteit van Silezië (1998)
- Zuidelijke Federale Universiteit, Rusland (2001)